# Bill Nighy
William Francis "Bill" Nighy, född 12 december 1949 i Caterham, Surrey, är en brittisk skådespelare. Nighy är sedan länge etablerad i Storbritannien och fick sitt stora internationella genombrott genom att medverka i en rad framgångsrika filmer under 2003 och 2004 (Love Actually, Underworld och kultklassikern Shaun of the Dead). 

## Filmografi i urval
- 1981 – Nålens öga
- 1983 – Rosa panterns förbannelse
- 1985 – 13 vid bordet
- 1989 – The Phantom of the Opera: The Motion Picture
- 1991 – Bergerac (TV-serie)
- 1994 – En mänsklig historia
- 1995 – Llety Piod (TV-serie)
- 1997 – Som i en saga - en sann historia
- 1998 – Still Crazy
- 1999–2000 – Kiss me Kate (TV-serie)
- 2001 – Blow Dry
- 2001 – Lawless Heart
- 2001 – AKA
- 2002 – Auf Wiedersehen, Pet (TV-serie)
- 2002 – Kommissarie Lynley (TV-serie)
- 2003 – Den tredje makten (TV-serie)
- 2003 – I Capture the Castle
- 2003 – Love Actually
- 2003 – Underworld
- 2004 – Shaun of the Dead
- 2004 – Kärlekens raseri
- 2005 – Liftarens guide till galaxen
- 2005 – Flickan på cafét
- 2005 – The Constant Gardener
- 2005 – Gideons dotter (TV-film)
- 2006 – Underworld: Evolution
- 2006 – Pirates of the Caribbean: Död mans kista
- 2006 – Stormbreaker
- 2006 – Bortspolad (röst)
- 2006 – Notes on a Scandal
- 2007 – Hot Fuzz
- 2007 – Pirates of the Caribbean: Vid världens ände
- 2008 – Valkyria
- 2009 – Underworld: Rise of the Lycans
- 2009 – The Boat That Rocked
- 2009 – G-Force
- 2009 – Astro Boy (röst)
- 2009 – Glorious 39
- 2010 – Doctor Who (TV-serie)
- 2010 – Wild target
- 2010 – Harry Potter och dödsrelikerna del 1
- 2011 – Rango (röst)
- 2011 – Page Eight (TV-serie)
- 2011 – Chalet Girl
- 2011 – Arthur och julklappsrushen (röst)
- 2012 – Hotell Marigold
- 2012 – Wrath of the Titans
- 2012 – Total Recall
- 2013 – Jack the Giant Slayer
- 2013 – The World's End (röst)
- 2013 – About Time
- 2014 – I, Frankenstein
- 2014 – Pride
- 2015 – Hotell Marigold 2
- 2016 – Dad's Army
- 2016 – Their Finest Hour
- 2017 – Red Nose Day Actually (kortfilm)
- 2019 – Hope Gap
- 2020 – Emma
- 2022 – Living
- 2024 – Joy